# آنا كريستينا
آنا كريستينا (بالإنجليزية: Ana Cristina)‏ هي عازفة بيانو وعارضة ومغنية وعازفة قيثارة ومغنية مؤلفة أمريكية، ولدت في 2 يونيو 1985 في ميامي في الولايات المتحدة.

## وصلات خارجية
- آنا كريستينا على موقع IMDb (الإنجليزية)
- آنا كريستينا على موقع ميوزك برينز (الإنجليزية)
- آنا كريستينا على موقع ديسكوغز (الإنجليزية)
- آنا كريستينا على موقع ديسكوغز (الإنجليزية)
- الموقع الرسمي